# 하우스 (드라마)
《하우스(House M.D.)》는 《로 앤 오더》를 기획한 바 있는 데이비드 쇼어가 기획하고, 쇼어와 브라이언 싱어가 제작 총지휘자(executive producer)를 맡은 FOX의 의학 드라마이다. 2004년 미국의 폭스에서 본방송이 시작되었으며, 2012년 5월 21일 시즌 8로 막을 내렸다. 뉴 저지주의 가상의 병원인 프린스턴 플레인스보로 대학 부속 병원 진단의학과의 이야기를 다룬다. 한국에서는 SBS(더빙, 시즌 1,2), OCN(시즌 1~7) 등에서 방영된 바 있다.
2004년 에미상 드라마 부문 각본상을 수상하였으며, 주인공인 그레고리 하우스 역을 맡고 있는 휴 로리는 이 역할로 2006년과 2007년 골든 글로브상을 수상하였고 에미상에도 초청되었다.

## 등장인물
- 그레고리 하우스(Dr. Gregory House, 배우 휴 로리) - 주인공으로 진단의학 과장을 맡고 있으며 신장, 전염병의 전문가이다.
- 리사 커디(Dr. Lisa Cuddy, 배우 리사 에델스틴) - 병원의 경영인이며 내분비학전문의이다.
- 제임스 윌슨(Dr. James Wilson, 배우 로버트 션 레너드) - 종양학과장이다.
- 에릭 포어맨(Dr. Eric Foreman, 배우 오마 엡스) - 진단의학과에 속해있으며 신경학 전문의이다.
- 앨리슨 캐머런(Dr. Allison Cameron, 배우 제니퍼 모리슨) - 진단의학과에 속해있으며 면역학 전문의이다.
- 로버트 체이스(Dr. Robert Chase, 배우 제시 스펜서) - 진단의학과에 속해 있으며 집중치료 전문의이다.

## 기타 등장인물
- 스테이시 워너(Stacy Warner, 배우 셀라 워드) - 직업은 변호사이고 시즌 1,2에 걸쳐 등장, 하우스의 전 애인이며 현 남편의 병을 치료하기 위해 하우스를 찾아온다. 남편이 프린스턴 병원에서 치료를 받는동안 자신은 병원에 법률당담파트를 맡는다.
- 마크 워너(Mark Warner, 배우 커리 그레이엄) - 스테이시의 남편(학교 상담사로 일함)
- 에드워드 보글러(Edward Vogler, 배우 치 맥브라이드) - 하우스를 눈엣가시로 여기는 이사장. 1억달러라는 기부금으로 병원을 좌지우지하는데. 하우스를 자기나름대로 갱생(?) 시키려하지만. 여러 가지 일들로 결국 이사장 자리를 사퇴하게 된다. (시즌 1)
- 마이클 트리터(Michael Tritter, 배우 데이비드 모스) - 시즌 3에 출연하는 형사(경찰)로 하우스의 불쾌한 행동에 노해 그를 벼랑 끝으로 몰고가는 악역이다.

## 시즌 4에 등장한 의사들
시즌 3 결말에서 포어맨, 캐머론, 체이스가 각각 사퇴, 해고되어 팀이 없어진 하우스는 커디와 윌슨의 설득으로 팀원을 새로 뽑기로 한다. 하우스는 각각 가슴에 번호를 달게 하고 서바이벌식으로 경쟁을 시킨다.
- 13 (Thirteen,Remy Hadly, 배우 올리비아 와일드) - 내과, 어릴때 엄마가 헌팅턴 무도병으로 죽었고 자신도 그 병의 50% 유전확률을 가지고 있다 (ep s04e08)후에 헌팅턴 무도병 검사에서 양성으로 나온다.시즌 7 1화에서 알 수 없는 이유로 병원을 떠난다.(사실은 13役의 올리비아 와일드의 영화촬영때문이다.)
- 커트너 (Lawrence Kutner, 배우 칼 펜) - 6(이후 9), 재활 스포츠 의학, 인도계 미국인으로 입양되었다, 시즌5 20화에서 자살한다.
- 타웁 (Chris Taub, 배우 피터 제이컵슨) - 39, 성형외과, 전 직장에서 간호사와 바람을 피운 사실이 알려졌고 자신의 부인에게 간통사실을 말하지 않는 대신 성형학분야에 종사하지 않기로 그의 동업자와 거래를 했다.
- 제프리 콜 (Jeffre Cole, 배우 에디 가테지) - 유전학 전공, 후기성도이며 싱글대디, 후기성도는 일부다처제를 지금도 시행하고 있다고 오해하는 사람들이 많은데, 하우스에서는 이를 비꼬아 빅러브(Big Love - HBO의 일부다처제를 다룬 드라마)라고 부른다.
- 앰버 볼라키스 (Amber Volakis, 배우 앤 듀덱) - 24, 영상의학, 이기기 위해 수단방법을 가리지 않는 성격, 하우스는 Cutthroat bitch(냉혹한 암캐)라고 부른다. 경쟁에서 마지막으로 떨어졌다. 이후 윌슨의 여자친구로 다시 등장한다. 결국 시즌 4 마지막 회(S4 ep16 'Wilson`s Heart')에서 윌슨 박사의 품안에서 죽는다.
- 헨리 돕슨 (Henry Dobson, 배우 카멘 아젠지아노) - 26, 나이 많은 할아버지이지만 의사면허가 없다. 30년동안 콜롬비아 의대 입학처에서 일을 했고 수업들을 청강하며 공부를 했다. 결국 하우스팀에서 해고당하게 된다.

서바이벌 경쟁에서 마지막 살아 남은 세 명의 의사는 13, 커트너, 타웁이다. 과거 등장 인물들도 시즌 4에서 다른 역할로 출연하였다.
(캐머론-응급실, 체이스-외과, 포어맨-팀에 재합류)

## 제작

### 캐스팅
《하우스》의 프로듀서들은 그레고리 하우스의 역할을 위한 초기 오디션의 결과에 실망했다고 한다. 2004년 오디션을 할 당시 휴 로리는 영화를 찍고 있어서 그의 외모에 대해 사과했다. 로리의 국적을 모르고 그의 흠 없는 미국식 영어 어투에 속아 그의 오디션 테이프를 보고 연출가 브라이언 싱어가 "진정한 미국의 배우의 모범"이라고 찬사했다고 한다.
로리는 대본이 제임스 윌슨의 외모를 "보이쉬"하다고 가리켜, 제임스 윌슨이 주연이고 하우스를 조연으로 오해했다고 한다. 그 당시 쇼는 House라고 지어지지 않았다. 첫 회 파일럿의 전부 대본을 받을 때까지 하우스가 주연인 줄 몰랐다고 했다. 로리의 아버지는 의사라서 "[로리] 아버지의 가짜 버전"의 연기로 돈을 받는 데 대해서 미안하다고 했다.

### 주제가
주제가는 매시브 어택의 〈Teardrop〉이다. 원곡은 가사는 있지만 전주 일부분만 주제가로 쓰인다. 그러나 저작권 문제로 여러 나라에서는 다른 주제가가 쓰인다.

### 촬영
《하우스》에서 여러번 나오는 프린스턴-플레인즈보로 병원의 외부는 프린스턴 대학의 프리스트 캠퍼스 센터이다. 병원 내부의 촬영은 로스앤젤레스의 센츄리 시티에서 한다.

## 시청률
미국에서의 시청률 평균이다.
| 시즌 | 에피소드 | 시간대(EDT)                                            | 시즌 시작        | 시즌 종료       | 방송 연도       | 순위 | 시청자(백만 명) |
| ---- | -------- | ------------------------------------------------------ | ---------------- | --------------- | --------------- | ---- | --------------- |
| 1    | 22       | 화요일 9:00 PM                                         | 2004년 11월 16일 | 2005년 5월 24일 | 2004년 ~ 2005년 | #24  | 13.34           |
| 2    | 24       | 화요일 9:00 PM                                         | 2005년 9월 13일  | 2006년 5월 23일 | 2005년 ~ 2006년 | #10  | 17.35           |
| 3    | 24       | 화요일 8:00 PM(2006년) 화요일 9:00 PM(2006-2007년)     | 2006년 9월 5일   | 2007년 5월 29일 | 2006년 ~ 2007년 | #5   | 19.95           |
| 4    | 16       | 화요일 오후 9:00(2007-2008년) 월요일 오후 9:00(2008년) | 2007년 9월 25일  | 2008년 5월 19일 | 2007년 ~ 2008년 | #7   | 17.64           |
| 5    | 24       | 화요일 오후 8:00(2008년) 월요일 오후 8:00(2009년)      | 2008년 9월 16일  | 2009년 5월 11일 | 2008년 ~ 2009년 | #16  | 13.62           |
| 6    | 22       | 월요일 오후 8:00                                       | 2009년 9월 21일  | 2010년 5월 17일 | 2009년 ~ 2010년 | #22  | 12.76           |
| 7    | 23       | 월요일 오후 8:00                                       | 2010년 9월 20일  | 2011년 5월 23일 | 2010년 ~ 2011년 | #42  | 10.32           |
| 8    | 22       | 월요일 9:00 PM(2011년) 월요일 8:00 PM(2012년)          | 2011년 10월 3일  | 2012년 5월 21일 | 2011년 ~ 2012년 |      |                 |

## 한국판 성우진(SBS)
- 설영범 - 그레고리 하우스(휴 로리)
- 안경진 - 리사 커디(리사 에델스틴)
- 홍승섭 - 제임스 윌슨(로버트 숀 레너드)
- 안종덕 - 에릭 포어맨(오마 엡스)
- 김지영 - 앨리슨 캐머론(제니퍼 모리슨)
- 윤세웅 - 로버트 체이스(제시 스펜서)
- 최성우 - 스테이시 워너(셀라 워드)

## 기타 정보
- 이 드라마의 제작자인 데이비드 쇼어는 버튼 루셰의 소설 《의학 탐정》에서 영감을 받았다고 한다. 실제로 드라마상에서도 책에 소개된 많은 병이 소재로 사용되었다.
- 하우스에서는 영국의 추리소설 셜록 홈즈와 크로스오버되는 내용이 많다.
  - 하우스와 윌슨의 이름은 홈즈와 왓슨박사의 우정이 모티브가 된 것이다.
  - 하우스의 이름은 셜록 홈즈의 holmes와 발음이 집이라는 뜻의 'Home'와 비슷해 집이라는 뜻의 다른 단어인 'House'로 이름을 지었다고 한다.
  - 셜록 홈즈는 코카인 중독, 하우스는 바이코딘에 중독되었다.
  - 소설속 홈즈의 하숙집 주소는 베이커가 221번지 B호 이고, 하우스의 아파트는 221B호이다.